# Sergo Iskanderowitsch Ambarzumjan
Sergo Iskanderowitsch Ambarzumjan (armenisch Սերգո Համբարձումյան Sergo Hambardsumjan, russisch Серго Искандерович Амбарцумян; * 1910 in Bist, Rayon Ordubad Nachitschewan; † 13. April 1983 in Moskau) war ein sowjetischer Gewichtheber armenischer Abstammung.

## Werdegang
Der erste sowjetische Gewichtheber im Schwergewicht, der vergleichbare Leistungen mit den Gewichthebern aus dem bürgerlichen Lager zeigte, war Sergo Ambarzumjan, ein Armenier. Ein direkter Vergleich mit den Sportlern der bürgerlichen Staaten war in den 1930er Jahren nicht möglich, da der Sport damals in den bürgerlichen und den Arbeitersport geteilt war. Auch in der Sowjetunion, wie in den Verbänden des bürgerlichen Sports in den 1930er Jahren wurde der Fünfkampf, bestehend aus einarmigem Reißen und Stoßen sowie beidarmigem Drücken, Reißen und Stoßen betrieben. Die Leistungen, die Ambarzumjan dabei erzielte, sind bei den Ergebnissen der UdSSR-Meisterschaften dargestellt und sind ab 1934 denen des bürgerlichen Sports durchaus vergleichbar. Imponierend die Siegesleistung von 1934 im Fünfkampf, die klar besser war als die Siegesleistung des tschechischen Europameisters von 1933, Václav Bečvář.
Zum Vergleich zu den Leistungen Ambarzumjans hier die Leistungen von Bečvář und von Paul Wahl, Möhringen, dem deutschen Meister 1934:
- Bečvář: 552,5 kg (90 - 82,5 - 102,5 - 117,5 - 160);
- Wahl: 545 kg (85 - 102,5 - 105 - 110 - 142,5).

Sergo Ambarzumjan war Maurer, arbeitete später auch als Kfz.-Mechaniker und Chauffeur.

### Internationale Erfolge
- 1946, 5. Platz, Weltmeisterschaft in Paris, Schwergewicht, mit 370 (120-110-140) kg, hinter John Davis, USA, 435 kg, Jakow Kuzenko, UdSSR, 415 kg, Mohamed Geissa, Ägypten, 395 kg und Petersen, Dänemark, 380 kg.

## UdSSR-Meisterschaften
(1933 bis 1935 im Fünfkampf, 1937 und 1940 im olympischen Dreikampf)
- 1933, 1. Platz, S, mit 505 kg (77,5 - 92,5 - 100 - 100 - 135);
- 1934, 1. Platz, S, mit 571 kg (91,5 - 102,5 - 111,5 - 119 - 147);
- 1935, 1. Platz, S, mit 560 kg (85 - 100 - 115 - 115 - 145);
- 1937, 3. Platz, S, mit 370 kg (115 - 110 - 145);
- 1940, 2. Platz, S, mit 405 kg (120 - 125 - 160).

## Weltrekord
(inoffiziell, da die UdSSR nicht Mitglied der International Weightlifting Federation [IWF] war)
im Beidarmigen Stoßen des Schwergewichts:
- 1938, 167,5 kg in Jerewan.

## Weblink
- Kurzporträt von Sergo Ambarzumjan

| Personendaten    | Personendaten                      |
| ---------------- | ---------------------------------- |
| NAME             | Ambarzumjan, Sergo Iskanderowitsch |
| ALTERNATIVNAMEN  | Սերգո Համբարձումյան                |
| KURZBESCHREIBUNG | sowjetischer Gewichtheber          |
| GEBURTSDATUM     | 1910                               |
| GEBURTSORT       | Bist, Rayon Ordubad Nachitschewan  |
| STERBEDATUM      | 13. April 1983                     |
| STERBEORT        | Moskau                             |